# Polydesmus dentatus
Polydesmus dentatus är en mångfotingart som först beskrevs av Olivier 1792.  Polydesmus dentatus ingår i släktet Polydesmus och familjen plattdubbelfotingar. Inga underarter finns listade i Catalogue of Life.